# Wedekind zur Horst

Wappen des Geschlechts Wedekind (zur Horst)

Wedekind zur Horst ist der Name eines alten und weitverzweigten, teilweise adeligen bzw. freiherrlichen niedersächsischen Geschlechts, das seinen Stammsitz in Horst bei Neustadt am Rübenberge hat. Dort hatte es um 1320 den Gutshof zur Horst erhalten, der heute noch in Familienbesitz ist. Zweige des Geschlechts bestehen bis heute.
Aus dem 1845 gegründeten Familienverein mit Familienfonds entstand die Wedekind zur Horst’sche Familienstiftung, die seit 1845 alle fünf Jahre in Hannover und Garbsen-Horst Familientag abhält. Außer in Deutschland hat sich das Geschlecht nach Großbritannien, Italien, den Niederlanden, Nordamerika, Südafrika und in die Schweiz verzweigt.
Da Wedekind ein sogenannter mehrstämmiger Familienname ist, existieren mehrere Familien desselben Namens, die nicht einen gemeinsamen Stammvater haben, darunter auch ein im 18. Jahrhundert geadeltes thüringisches Geschlecht.

## Geschichte
Das Geschlecht führt seine Abstammung auf Johann Wedekind (* 30. Mai 1278; † 19. August 1360), herzoglich braunschweigischer Kämmerer und Domänenrat, zurück, der von Otto II. dem Strengen, Herzog zu Braunschweig und Lüneburg, um 1320 den Hof zur Horst in Horst, heute Teil der Gemeinde Garbsen, geschenkt erhielt.
Ein Nachfahre war der Landsass und Klostermeier in Horst Johann Wedekind (1531–1614). Er stiftete 1606 der Kirche zu Horst den heute noch erhaltenen Taufstein, an dem das Wedekind-Stammwappen zu sehen ist. Dessen Sohn Johann Wedekind junior (1577–1663) war in der Nachfolge seines Vaters ebenfalls Landsass und Klostermeier und führte den Gutshof zur Horst weiter. Er ist der Stammvater aller heute lebenden Angehörigen der Familie Wedekind zur Horst. Verheiratet war er mit Margarethe von Roden (Rhoden), der Tochter des Patriziers Heinrich von Rhoden aus Hannover, Erb- und Freisasse zu Gehrden.
Hofmaler Sir Godfrey Kneller porträtierte eine ihrer Urenkelinnen, Maria Hedewig Wedekind (1691–1729), zusammen mit ihrem Mann, dem ersten Leib- und Kammerdiener König Georg I. Ludwig Maximilian Mehmet von Königstreu. Diese Bilder befinden sich heute im Kloster Barsinghausen.
Georg Wedekind (1761–1831), Dr. med., Dr. phil. h. c., großherzoglich hessischer und kurfürstlich mainzischer Leibarzt und Schriftsteller, sowie Geheimer Staatsrat, wurde 1809 in den großherzoglich hessischen Freiherrenstand erhoben und begründete ein Darmstädter (das freiherrliche) Haus, das im Mannesstamm erloschen ist. Arnd Freiherr von Wedekind (1919), ein Widerstandskämpfer, wurde 1943 nach Denunziation von den Nationalsozialisten hingerichtet. Sein Bruder Horst Freiherr von Wedekind (1924) galt seit 1944 als vermisst und wurde schließlich für tot erklärt.
Der Kaufmann und Königlich Hannoversche Konsul Karl Wedekind (1809–1881) gründete 1838 mit seinem Bruder, dem Königlich Preußischen Konsul und nachmaligen Königlich Hannoverschen Kommerzienrat Friedrich Wilhelm Wedekind (1801–1878) in Palermo das Bank- und Handelshaus Carlo Wedekind & Co. zum Import und Vertrieb von Petroleum und Export von Früchten, mit Niederlassungen in Neapel, Venedig und Genua. Einer seiner Söhne war Paul Wedekind (1845–1910), Kaufmann, Bankier und k.u.k. Generalkonsul zu Palermo, Gutsbesitzer in Friedrichswalde (Blankenberg) in Mecklenburg und Glückauf, Kreis Landsberg (Warthe) in Pommern. Seine Söhne Carlo (1881–1957) und Oscar (1882–1961), sowie seine Witwe Sophie, geb. Danzier (1856–1937), wurden 1915 in den preußischen Adelsstand erhoben.
Alwine le Juge, geb. Wedekind (1855–1939), Letzte der Linie zur Horst, vererbte den Gutshof zur Horst an einen einer anderen Linie angehörenden Verwandten, den Kaufmann und nachmaligen Landwirt Carlo von Wedekind.

## Standeserhöhungen
- Großherzoglich hessischer Adels- und Freiherrenstand Darmstadt 15. Mai 1809 für Dr. med. Georg Wedekind, großherzoglich hessischer Geheimer Rat und Leibarzt, vormals Professor an der Universität Mainz, kurfürstlich mainzischer Hofrat und Leibarzt. (Dieser Zweig ist 1944 im Mannesstamm erloschen).
- Großherzoglich hessischer Wappenbrief Darmstadt 30. März 1810 (für den Letztgenannten).
- Königlich sächsische Anerkennung des Freiherrenstandes Dresden 21. Oktober 1913 für Georg Freiherr von Wedekind, großherzoglich hessischer Hofjagdjunker und Forstassessor, königlich sächsischer Leutnant der Reserve.
- Eintragung in das Königlich Sächsische Adelsbuch 29. November 1913 unter Nr. 488 (für denselben).
- Königlich preußischer erblicher Adelsstand durch Allerhöchste Kabinettsorder Großes Hauptquartier 31. August 1915, Diplom ebendort 10. November 1915 für die Brüder Carlo und Oskar Wedekind (aus dem Hause Palermo) und deren Mutter Sophie, verwitwete Wedekind, geb. Danzier.[5]

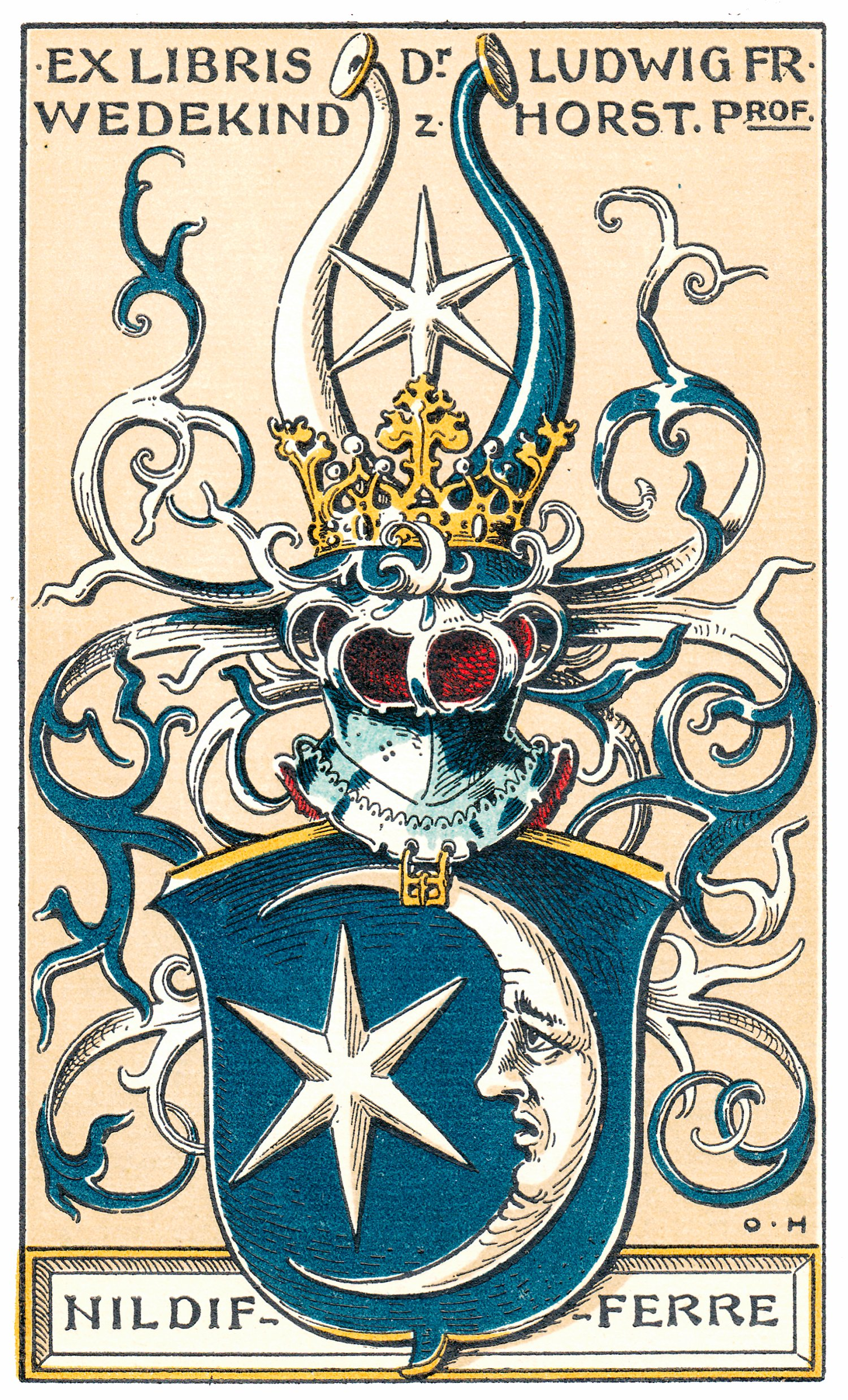
Exlibris Prof. Dr. Ludwig Fr. Wedekind z. Horst von Otto Hupp, 1908

## Wappen
Das Stammwappen der Wedekind zur Horst (nachgewiesen seit 1606, auch dargestellt im preußischen Adelsdiplom von 1915) zeigt im blauen Schild einen silbernen gesichteten Halbmond begleitet von einem silbernen Stern. Auf dem gekrönten Helm mit blau-silbernen Decken zwischen einem rechts silbernen und links blauen Büffelhorn der silberne Stern. Dem Wappen wurde 1794 die Devise „Nil Differre“ (Nichts aufschieben) beigefügt.
Das freiherrliche Wappen (Diplom 1810) zeigt im blau-rot gevierten Schild in 1 einen roten Hahn, in 2 einen goldgerahmten silbernen Spiegel belegt mit einer Schlange (Äskulapnatter), in 3 einen silbernen gesichteten Halbmond und in 4 zwei schrägrechts übereinanderstehende silberne Sterne. Auf dem mit einer siebenperligen Krone gekrönten Helm mit blau-roten Decken fünf Straußenfedern, davon drei silbern, eine rot und eine blau.

## Mitglieder der FamilieWedekind zur Horst(chronologisch)
- Christoph Friedrich Wedekind (1709–1777), Dichter
- Rudolf Wedekind (1716–1778), Theologe
  - Georg von Wedekind (1761–1831), Arzt (siehe dort auch weitere Hinweise auf genealogische Zusammenhänge)
    - Georg Wilhelm Freiherr von Wedekind (1796–1856), Forstmann
      - Georg Freiherr von Wedekind (1825–1899), Politiker und Mitglied des Reichstages
      - Wilhelm Freiherr von Wedekind (1830–1914), Politiker
        - Arnd Freiherr von Wedekind (1919–1943), Widerstandskämpfer

  - Meta Liebeskind, gesch. Forkel, geb. Wedekind (1765–1853), Schriftstellerin und Übersetzerin
- Anton Christian Wedekind (1763–1845), Historiker
- Eduard Wedekind (1805–1885), Politiker und Mitglied der Deutschen Nationalversammlung
- Karl Wedekind (1809–1881), Kaufmann und Bankier (siehe dort auch weitere Hinweise auf genealogische Zusammenhänge)
- Friedrich Wilhelm Wedekind, (1816–1888), Gynäkologe
  - Frank Wedekind (1864–1918), Schriftsteller, verheiratet mit Tilly Newes (1886–1970), Schauspielerin
    - Pamela Wedekind (1906–1986), Schauspielerin
    - Kadidja Wedekind (1911–1994), Schriftstellerin

  - Erika Wedekind (1868–1944), Opernsängerin
  - Donald Wedekind (1871–1908), Schriftsteller

## Namensgleiches, 1749 geadeltes thüringisches Geschlecht
Nach derzeitiger Kenntnis nicht stammesverwandt ist das erloschene Geschlecht Wedekind, welches seine ununterbrochene, urkundlich belegbare Stammreihe mit Nicolaus Wedekind († 1693), seit 1649 gräflich schwarzburgischer Oberförster zu Keula bei Sondershausen, beginnt. Dieses wurde am 7. Oktober 1749 zu Sondershausen mit des Vorgenannten Sohn Johann Heinrich Wedekind, fürstlich schwarzburgischen Landkammerrat und Forstmeister, durch den kaiserlichen Hofpfalzgrafen Heinrich I. Fürsten von Schwarzburg-Sondershausen in den Adelsstand erhoben.
Wappen des namensgleichen schwarzburgischen Geschlechts (Diplom 1749): Geviert, in Feld 1 und 4 in Blau schrägrechts eine um den Stock gewundene silberne Fahne mit einem schwarzen Querstreifen, in Feld 2 und 3 in Gold ein schreitender schwarzer Hirsch mit je einem goldenen Ring um den Hals und im Äser; auf dem Helm mit rechts blau-silbernen, links rot-goldenen Decken ein achtstrahliger goldener Stern zwischen zwei Büffelhörnern, das rechte blau, das linke rot (Helmzier ähnlich der des Stammwappens des Geschlechts Wedekind zur Horst).